# Aljona Schut
Aljona Walerijiwna Schut (ukrainisch Альона Валеріївна Шуть; * 27. Dezember 1995 in Nikopol als Aljona Schamotina ukrainisch Шамотіна) ist eine ukrainische Leichtathletin, die sich auf den Hammerwurf spezialisiert hat.

## Sportliche Laufbahn
Erste Erfahrungen bei internationalen Meisterschaften sammelte Aljona Schut bei den Jugendweltmeisterschaften 2011 in Lille, bei denen sie den achten Platz belegte. Zudem gewann sie beim Europäischen Olympischen Jugendfestival in Trabzon die Silbermedaille. 2013 gewann sie beim Europäischen Winterwerfercup die Silbermedaille in der U23-Wertung. Bei den Junioreneuropameisterschaften in Rieti gelangte sie auf den fünften Platz. 2014 gewann sie erneut Silber beim Winterwerfercup in Portugal und siegte bei den Juniorenweltmeisterschaften in Eugene. 2015 gewann sie die dritte Medaille beim Winterwerfercup und qualifizierte sich auch für die U23-Europameisterschaften in Tallinn, bei denen sie den neunten Platz erreichte. 2016 qualifizierte sie sich zum ersten Mal für die Europameisterschaften in Amsterdam, bei denen sie mit 65,69 Metern in der Qualifikation ausschied.
2017 wurde sie beim Winterwerfercup auf Las Palmas Dritte und belegte bei der Team-Europameisterschaft in Lille ebenfalls den dritten Platz. Bei den U23-Europameisterschaften in Bydgoszcz gewann sie die Goldmedaille. Sie qualifizierte sich auch für die Weltmeisterschaften in London, bei denen sie mt 64,88 Metern bereits in der Qualifikation ausschied. Im Jahr darauf verpasste sie bei den Europameisterschaften in Berlin mit 61,66 m den Finaleinzug und 2019 kam sie bei den Weltmeisterschaften in Doha mit 67,30 m nicht über die Vorrunde hinaus. 2020 belegte sie bei den Balkan-Meisterschaften in Cluj-Napoca mit 67,00 m den vierten Platz und 2022 gelangte sie bei den Balkan-Meisterschaften in Craiova mit 65,94 m auf Rang vier. 
2015 wurde Schut ukrainische Meisterin im Hammerwurf.